# (507) Laódice
(507) Laódice es un asteroide perteneciente al cinturón de asteroides descubierto el 19 de febrero de 1903 por Raymond Smith Dugan desde el observatorio de Heidelberg-Königstuhl, Alemania.
Está nombrado por Laódice, personaje de la mitología griega, hija de Príamo y Hécuba.